# UFC Fight Night: Adesanya vs. Imavov
UFC Fight Night: Adesanya vs. Imavov (también conocido como UFC Fight Night 250 y UFC on ESPN+108) fue evento de artes marciales mixtas producido por Ultimate Fighting Championship que se llevará a cabo el 1 de febrero de 2025 en el anb Arena en Riad, Arabia Saudita.

## Antecedentes
El evento marcó la segunda visita de la promoción a Riad y la primera desde UFC on ABC: Whittaker vs. Aliskerov en junio de 2024.
Se espera que una pelea de peso mediano entre el dos veces ex campeón de peso mediano de UFC Israel Adesanya y Nassourdine Imavov encabece este evento.
Se espera que en el evento se lleve a cabo una pelea de peso mediano entre Ikram Aliskerov y André Muniz. La pareja originalmente estaba programada para competir en UFC on ESPN: Perez vs. Taira en junio de 2024, pero Muniz se retiró de la pelea después de sufrir una fractura en el pie.
Para este evento estaba prevista una pelea de peso ligero entre Jordan Leavitt y Abdul-Kareem Al-Selwady. Sin embargo, Leavitt se retiró por razones desconocidas y fue reemplazado por Bolaji Oki.

## Bonificaciones
Los siguientes peleadores recibieron bonificaciones de 50.000 dólares.
- Pelea de la Noche: Vinicius Oliveira vs. Said Nurmagomedov
- Actuación de la Noche: Nassourdine Imavov y Bogdan Grad